# FC Kazahmîs
FC Kazahmâs este o echipă de fotbal din Satpaiev, provincia Karaganda, Kazakhstan. A câștigat în 2007 locul întâi în liga a doua kazahstaneză, dar nu au luat startul în prima ligă în 2008 din cauza dificultăților financiare. În sezonul 2008 clubul a devenit din nou campioana ligii secunde și a promovat în Superliga (Kazahstan).

## Titluri
- Liga a doua kazahstaneză: 2

2007, 2008

## Lotul actual de jucători
| Nr. |           | Poziție | Jucător                                |
| --- | --------- | ------- | -------------------------------------- |
| 1   | Ucraina   | P       | Vyacheslav Kotlyar (Viaceslav Kotliar) |
| 34  | Kazahstan | P       | Alexandr Kalendar                      |
| 2   | Kazahstan | F       | Ayan Kusainov                          |
| 4   | Kazahstan | F       | Maksim Kaznacheev (Maksim Kaznaceiev)  |
| 6   | Ucraina   | F       | Andriy Burdian                         |
| 18  | Kazahstan | F       | Erzhan Iskakov (Erjan Iskakov)         |
| 19  | Kazahstan | F       | Sergey Solomatin (Serghei Solomatin)   |
| 24  | Kazahstan | F       | Alexey Mikhaylyuk (Alexei Mihailiuk)   |
| 27  | Kazahstan | F       | Andrey Shabaev (Andrei Șabaiev)        |
| 5   | Kazahstan | M       | Marlen Yeraliev                        |

| Nr. |           | Poziție | Jucător                               |
| --- | --------- | ------- | ------------------------------------- |
| 8   | Kazahstan | M       | Kasim Boziev                          |
| 12  | Ucraina   | M       | Roman Maksymyuk (Roman Maksîmiuk)     |
| 20  | Kazahstan | M       | Fyodor Siminidi                       |
| 28  | Kazahstan | M       | Zhandos Orazaliev (Jandos Orazaliev)  |
| 77  | Kazahstan | M       | Arsen Kanapia                         |
| 88  | Kazahstan | M       | Marat Iskulov                         |
| 7   | Brazilia  | A       | Douglas de Souza                      |
| 9   | Kazahstan | A       | Yevgeni Belik (Evgheni Belik)         |
| 10  | Kazahstan | A       | Akzhol Serikzhanov (Akjol Serikjanov) |